# Abarth-Simca 1300 Bialbero

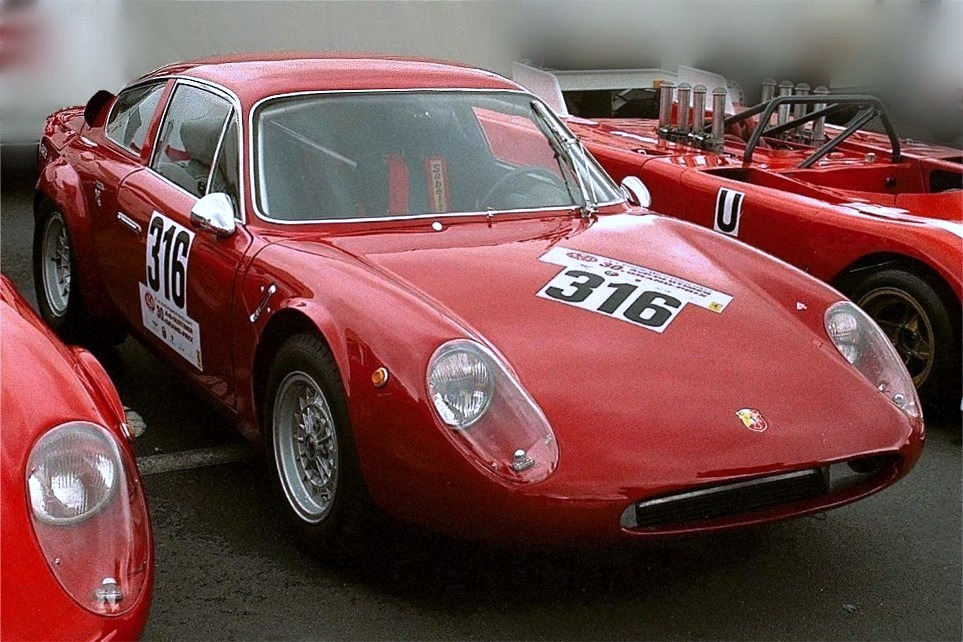
Abarth-Simca 1300

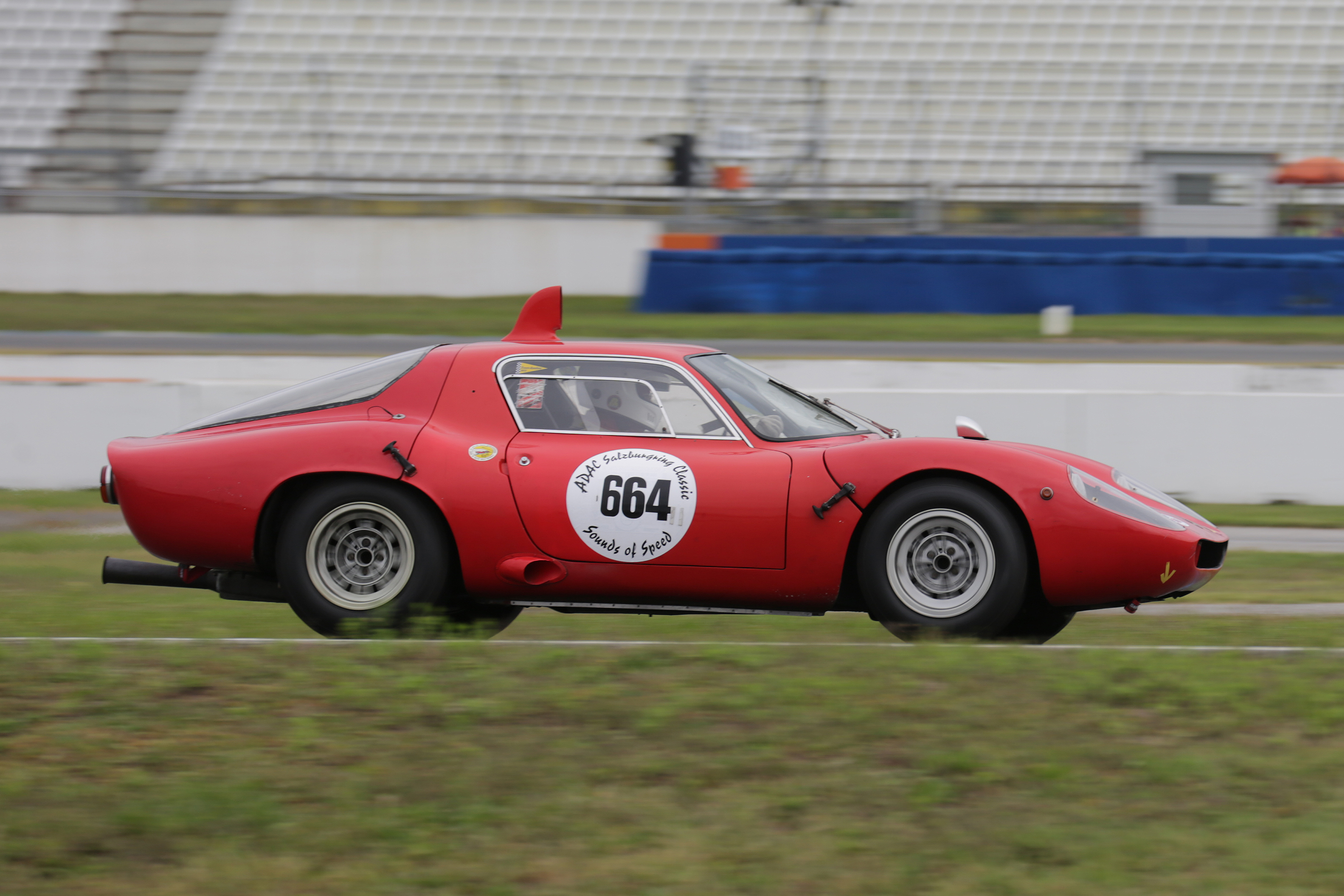
Abarth 1300 OT (Omologato Turismo) „Periscopio“, Bj. 1968, 1300 cm³, die späte Version mit dem von Abarth selbst gebauten Motor, nachdem die Zusammenarbeit mit Simca beendet war

Der Abarth-Simca 1300 Bialbero war die Rennversion des Abarth-Simca 1300 GT, ein Sportwagen, der 1962 bei Abarth in Turin entwickelt wurde.

## Entstehung
Der Abarth-Simca 1300 war das erste Produkt der Zusammenarbeit von Carlo Abarth mit Simca. Schon 1961 gab es erste Gerüchte, Abarth arbeite mit dem Automobilwerk von Henri Théodore Pigozzi zusammen. Die Verbindung der beiden Unternehmen wurde von dem in Wien geborenen österreichischen Ingenieur Rudolf Hruska vermittelt. Hruska hatte 1949 mit Carlo Abarth bei Cisitalia gearbeitet und war Anfang der 1960er-Jahre technischer Berater bei Simca. Während Pigozzi auf der Suche nach einem sportlichen Partner für seine Kleinwagen war, um Entwicklungen für die Großserie auf der Rennstrecke testen lassen zu können, interessierte sich Abarth für den Simca 1000.
Dieses Fahrzeug, das 1961 vorgestellt wurde, war in Frankreich und Italien bereits 1962 ein Verkaufserfolg. Pigozzi erhoffte sich von der Zusammenarbeit mit Abarth auch, die Marke Simca im Motorsport etablieren zu können.
So beruhte der Abarth-Simca 1300 auf der Bodenplatte des Simca 1000. Übernommen wurden das Bodenblech, das Getriebe, die Achsen und die Lenkung. Die Karosserie war eine Neukonstruktion, folgte in Formgebung und Linienführung den Coupés wie dem Fiat-Abarth 850 und dem Fiat-Abarth 1000 und wurde der Bodenplatte des Simca angepasst. Das weiterentwickelte Design stammte vom Abarth-Chefingenieur Mario Colucci. Karosseriebauer war formal die „Carrozzeria Abarth“, tatsächlich vergaben Carlo Abarth und Colucci diese Arbeiten aber an kleine, ortsansässige Betriebe: ab 1963 vollständig an die Carrozzeria Sibona-Basano, davor an Beccaris, beide aus Turin.
Völlig neu konstruiert war auch der Motor. Der 1,3-Liter-DOHC-Heckmotor leistete bis zu 101 kW (138 PS) und hatte zwei Weber-45DCOE-Doppelvergaser. Der Wagen hatte außerdem eine Trockensumpfschmierung mit zwei Ölpumpen und vorn liegende Kühler. Die GT-Straßenversion erreichte eine Spitzengeschwindigkeit von 230 km/h. 1962 kostete sie 3,3 Millionen Lire.

## Renneinsätze
Die Bialbero-Rennversion war um 20 km/h schneller, wurde aber nur selten eingesetzt. Gianni Balzarini gewann 1962 das Bergrennen auf den Mont de la Lure in Frankreich und Lucien Bianchi siegte im selben Jahre bei der Trophpée d’Auvergne, einem Rundstreckenrennen in Clermont-Ferrand in seiner Rennklasse. Einen weiteren Sieg feierte Jean Guichet bei der Coppa d’Autunno in Monza, wo er die GT-Klasse gewann. Beim 24-Stunden-Rennen von Le Mans 1962 teilte sich Balzarini einen 1300 mit dem Österreicher Franz Albert. Das Rennen endete nach 30 Runden durch Getriebeschaden. Schon neun Runden davor war der zweite Werks-1300-Bialbero, den sich der frühere französische Skistar Henri Oreiller mit Tommy Spychiger teilte, mit demselben Defekt ausgefallen.
Erfolge mit dem Wagen feierte auch Hans Herrmann, der 1963 zu Abarth kam und im Frühjahr des Jahres unter anderem die Klasse beim 3-Stunden-Rennen von Daytona und beim 12-Stunden-Rennen von Sebring gewann. Seine Partner in Sebring waren Spychiger und der Belgier André Pilette.

## Technische Daten
| Kenngrößen             | Daten (1964)                                              |                                                           |
| ---------------------- | --------------------------------------------------------- | --------------------------------------------------------- |
| Motor:                 | 4-Zylinder-Reihenmotor (Heck)                             | 4-Zylinder-Reihenmotor (Heck)                             |
| Hubraum:               | 1288 cm³                                                  | 1288 cm³                                                  |
| Bohrung × Hub:         | 76 × 71 mm                                                | 76 × 71 mm                                                |
| Motorsteuerung:        | DOHC                                                      | DOHC                                                      |
| Verdichtung:           | 10,5 : 1                                                  | 10,5 : 1                                                  |
| Kühlung:               | Wasser (mit Thermostat)                                   | Wasser (mit Thermostat)                                   |
| Leistung:              | 102 kW (138 PS) bei 7800/min                              | 102 kW (138 PS) bei 7800/min                              |
| Drehmoment:            | 131 Nm (13,35 mkp) bei 5500/min                           | 131 Nm (13,35 mkp) bei 5500/min                           |
| Getriebe:              | 4-Gang (gegen Aufpreis 6-Gang), vollsynchronisiert        | 4-Gang (gegen Aufpreis 6-Gang), vollsynchronisiert        |
| Karosserie:            | selbsttragend                                             | selbsttragend                                             |
| Aufhängung vorn:       | Querlenker mit Querblattfeder und Teleskopstoßdämpfern    | Querlenker mit Querblattfeder und Teleskopstoßdämpfern    |
| Aufhängung hinten:     | Schräglenker mit Schraubenfedern und Teleskopstoßdämpfern | Schräglenker mit Schraubenfedern und Teleskopstoßdämpfern |
| Bremsen:               | Scheibenbremsen, System Girling                           | Scheibenbremsen, System Girling                           |
| Radstand:              | 2090 mm                                                   | 2090 mm                                                   |
| Spurweite vorn/hinten: | 1260/1240 mm                                              | 1260/1240 mm                                              |
| Länge × Breite × Höhe: | 3555 × 1480 × 1140 mm                                     | 3555 × 1480 × 1140 mm                                     |
| Leergewicht:           | 635 kg                                                    | 635 kg                                                    |
| Tankinhalt:            | 85 Liter                                                  | 85 Liter                                                  |
| Höchstgeschwindigkeit: | über 230 km/h                                             | über 230 km/h                                             |
| Preis in Deutschland:  | 32.000 DM (34.000 DM mit 6-Gang-Getriebe)                 | 32.000 DM (34.000 DM mit 6-Gang-Getriebe)                 |